# استانیسلاس بوبر
استانیسلاس بوبر (فرانسوی: Stanislas Bober‎; ۱۲ مارس ۱۹۳۰ – ۸ ژوئیهٔ ۱۹۷۵) دوچرخه‌سوار اهل فرانسه بود.